# 聖安德烈斯-普羅維登西亞和聖卡塔利娜群島省
聖安德烈斯-普羅維登西亞和聖卡塔利娜群島省（西班牙語：-{Archipiélago de San Andrés,
Providencia y Santa Catalina}-），簡稱聖安德烈斯-普羅維登西亞省（San Andrés y Providencia），是哥倫比亞西北部的一個省，位於南美大陸以北、尼加拉瓜以東的加勒比海之上，由兩個群島、八個環礁組成。面積为52.5平方公里，2018年人口为78,413人。
1991年7月4日設省。下設一個自治市，即首府聖安德烈斯。